# Nassima Bekhti
Pour les articles homonymes, voir Bekhti.
Nassima Bekhti, née le 13 novembre 2001 à Montreuil, est une footballeuse internationale algérienne jouant au poste de milieu de terrain au Mans FC.

## Biographie

### Carrière en sélection
En 2019, elle est sélectionnée avec les moins de 20 ans pour participer aux Jeux africains à Rabat,
En 2019, elle est sélectionnée avec les moins de 20 ans, pour participer au Tournoi International de l’Union Nord Africain de Football (UNAF).
En janvier 2020, elle est sélectionnée avec les U20, par le sélectionneur Ahmed Laribi pour participer à une double confrontation face au Soudan du Sud, dans le cadre du 1er tour qualificatif des éliminatoires de la Coupe du monde féminine U20 de 2020,.
En février 2023, elle est appelée en équipe d'Algérie,,

## Statistiques
| Saison,   | Equipe   | D2 | D2  | D2 | CdF | CdF | CdF | CNF U19 | CNF U19 | CNF U19 | CNF U19 - EL | CNF U19 - EL | CNF U19 - EL |
| Saison,   | Equipe   | M  | Tit | B  | M   | Tit | B   | M       | Tit     | B       | M            | Tit          | B            |
| --------- | -------- | -- | --- | -- | --- | --- | --- | ------- | ------- | ------- | ------------ | ------------ | ------------ |
| 2016-2017 | PSG U19  |    |     |    |     |     |     |         |         |         |              |              |              |
| 2017-2018 | PSG U19  |    |     |    |     |     |     |         |         |         |              |              |              |
| 2019-2020 | Issy U19 |    |     |    |     |     |     | 5       | 4       | 1       |              |              |              |
| 2019-2020 | Troyes   |    |     |    |     |     |     |         |         |         |              |              |              |
| 2022-2023 | Le Mans  | 14 | 5   | 2  | 1   | 0   | 0   |         |         |         |              |              |              |
| 2023-2024 | Le Mans  | 10 | 6   | 0  | 3   | 2   | 0   |         |         |         |              |              |              |